# Аерозольний генератор
Аерозольний генератор — пристрій, що виробляє і розпорошує аерозолі (тумани). Залежно від складу одержуваних аерозолів він знаходить застосування у сільському господарстві, пожежогасінні, кондиціонуванні повітря.

## Види аерозольних генераторів
Аерозольні генератори розділяються на два види:
- Механічні;
- Термомеханічні[1].

### Механічні
Механічні аерозольні генератори створюють дисперсійні аерозолі. Такі генератори бувають пневматичними, дисковими та ультразвуковими.
- У пневматичних генераторах аерозолеутворююча рідина розпорошується струменем газу, що надходить під тиском. Розмір одержуваних крапель регулюється зміною швидкості (тиску) газу, що подається.
- Ультразвукове розпилення здійснюється за рахунок високочастотних коливань, за допомогою магнітостриктерів, що випромінюють поверхонь.
- Дискові генератори створюють аерозоль, розпорошуючи аерозолеутворюючу рідину дією відцентрових сил, які виникають при надходженні її на диск, що швидко обертається. Розмір одержуваних крапель регулюється зміною частоти обертання диска.

### Термомеханічні
Термомеханічні генератори створюють конденсаційні та механічні аерозолі. Зазвичай вони виробляються в результаті механічного дроблення аерозолеутворюючої рідини при її подачі в камеру згоряння повітряно-паливної суміші, подальшому випаровуванні, попаданні парів в навколишнє середовище через сопло розпилювального пристрою, змішуванням із зовнішнім повітрям, конденсацією, перетворенням на аерозоль.
Іноді термомеханічні генератори утворюють аерозоль шляхом спалювання спеціальних складів, що горять самостійно і без притоку повітря.

## Області застосування
- Сільське господарство

Аерозолі використовують для знищення шкідників, дезінфекції приміщень тваринницьких, птахівничих, тепличних комплексів, в цьому випадку вони містять відповідні необхідні компоненти, наприклад, інсектициди. Генератори, зазвичай термомеханічні.
- Пожежогасіння

Аерозолі, що отримуються, мають вогнегасні властивості, а генератори, як правило, термомеханічні, що спалюють спеціальні, горять самостійно і без припливу повітря, склади.
- Кондиціонування повітря

Отримані аерозолі, для створення необхідних кліматичних умов, мають зволожуючі та дезінфікуючі властивості. Зазвичай, у цьому випадку використовують механічні генератори, як дискові, так і ультразвукові, і пневматичні.
- Медицина